# Jaroslav Svejkovský
Jaroslav Svejkovský (né le 1er octobre 1976 à Plzeň en Tchécoslovaquie, aujourd'hui ville de République tchèque) est un joueur professionnel tchèque de hockey sur glace. Il remporte le trophée Dudley-« Red »-Garrett en 1997. Son fils, Lukas, est également un joueur de hockey sur glace.

## Biographie
Il commence sa carrière avec le HC Lasselsberger Plzeň dans la O2 Extraliga en 1993-1994. Puis la saison suivante, il joue avec le HC Tábor. En 1996, il est repêché par les Capitals de Washington au repêchage d'entrée dans la Ligue nationale de hockey. Il passera le reste de sa carrière avec les Capitals, le Lightning, les Pirates pour la finir avec les Vipers de Détroit.

## Statistiques
| Saison     | Équipe                 | Ligue        |     | Saison régulière | Saison régulière | Saison régulière | Saison régulière | Saison régulière |    | Séries éliminatoires | Séries éliminatoires | Séries éliminatoires | Séries éliminatoires | Séries éliminatoires |
| Saison     | Équipe                 | Ligue        | PJ  | B                | A                | Pts              | Pun              | PJ               | B  | A                    | Pts                  | Pun                  |                      |                      |
| 1993-1994  | HC Lasselsberger Plzen | O2 Extraliga | 8   | 0                | 0                | 0                | 8                | --               | -- | --                   | --                   | --                   |                      |                      |
| 1994-1995  | HC Tábor               | 1. liga      | 11  | 6                | 7                | 13               |                  | --               | -- | --                   | --                   | --                   |                      |                      |
| 1995-1996  | Americans de Tri-City  | LHOu         | 70  | 58               | 43               | 101              | 118              | 11               | 10 | 9                    | 19                   | 8                    |                      |                      |
| 1996-1997  | Capitals de Washington | LNH          | 19  | 7                | 3                | 10               | 4                | --               | -- | --                   | --                   | --                   |                      |                      |
| 1996-1997  | Pirates de Portland    | LAH          | 54  | 38               | 28               | 66               | 56               | 5                | 2  | 0                    | 2                    | 6                    |                      |                      |
| 1997-1998  | Capitals de Washington | LNH          | 17  | 4                | 1                | 5                | 10               | 1                | 0  | 0                    | 0                    | 2                    |                      |                      |
| 1997-1998  | Pirates de Portland    | LAH          | 16  | 12               | 7                | 19               | 16               | 7                | 1  | 2                    | 3                    | 2                    |                      |                      |
| 1998-1999  | Capitals de Washington | LNH          | 25  | 6                | 8                | 14               | 12               | --               | -- | --                   | --                   | --                   |                      |                      |
| 1999-2000  | Capitals de Washington | LNH          | 23  | 1                | 2                | 3                | 2                | --               | -- | --                   | --                   | --                   |                      |                      |
| 1999-2000  | Lightning de Tampa Bay | LNH          | 29  | 5                | 5                | 10               | 28               | --               | -- | --                   | --                   | --                   |                      |                      |
| 2000-2001  | Vipers de Détroit      | LIH          | 2   | 2                | 2                | 4                | 2                | --               | -- | --                   | --                   | --                   |                      |                      |
| Totaux LNH | Totaux LNH             | Totaux LNH   | 113 | 23               | 19               | 42               | 56               | 1                | 0  | 0                    | 0                    | 2                    |                      |                      |

## Trophées et récompenses individuelles
- Trophée Dudley-« Red »-Garrett (1996-1997)